# William Henry Cavendish-Bentinck
William Henry Cavendish-Bentinck (Nottinghamshire, 14 april 1738 – Bulstrode Park, 30 oktober 1809), 3e hertog van Portland, was een Brits politicus en eerste minister. Hij behoorde eerst tot de partij der Whigs en ging nadien over naar de Tories. Hij was eerste minister van Groot-Brittannië in 1783 en van het Verenigd Koninkrijk (zo geheten na de inlijving van Ierland) van 1807 tot 1809.

## Levensloop
Hij was het derde kind en oudste zoon van de tweede hertog van Portland. Cavendish-Bentinck volgde les aan de Westminster School en aan de Christ Church van de Universiteit van Oxford, waarna hij door Europa reisde.
Via de invloed van zijn familie geraakte hij in 1761 verkozen in het House of Commons. Nadat hij in 1762 zijn vader opgevolgd was als hertog van Portland, stapte hij echter over naar het House of Lords. In het House of Commons liet hij geen grote indruk na.
In de jaren 1760 behoorde Portland tot de Whig-fractie die de rol van Lord Bute in de regering van koning George III fel bekritiseerde. Hiervoor werd hij in de regering onder leiding van de markies van Rockingham beloond met de functie Lord Chamberlain, een mandaat dat hij uitoefende van 1765 tot 1766. De volgende jaren behoorde binnen de Whigs tot de groep rond Rockingham. Nadat die in 1782 opnieuw premier werd, werd Portland in diens regering militair gouverneur van Ierland. Hij bleef ook in de regering van Shelburne, die in 1782 de overleden Rockingham opvolgde.
Portland werd nu de leider van Whigs en was een van de architecten van de alliantie van Charles James Fox en Frederick North om in april 1783 een nieuwe regering te vormen. Deze regering werd geleid door Portland en Charles James Fox kreeg het leiderschap van het House of Commons. Achter de schermen probeerde koning George III de regering ten val te brengen, omdat hij vond dat ze hem tegen zijn wil werd opgedrongen. Zo steunde hij de oppositie bij het wetsontwerp dat Portland indiende om de Britse Oost-Indische Compagnie te hervormen. Nadat het parlement dit wetsontwerp verwierp, had de koning een excuus klaar om de regering in december 1783 te ontbinden.
Portland bleef de leider van de Whigs, maar voelde zich meer en meer aangetrokken tot de eerder conservatieve afdeling van de partij die tegen parlementaire hervormingen was. Dit was na het uitbreken van de Franse Revolutie een belangrijk thema in Groot-Brittannië. Zo had Portland schrik voor de sympathie van Charles James Fox voor radicale ideeën en steunde hij in 1792 de proclamatie van koning George III om opruiende schrijvers beter te kunnen vervolgen. In januari 1794 keerde hij de Whigs de rug toe en koos met ongeveer 60 aanhangers de kant van de regering onder leiding van William Pitt de Jongere. Vanaf toen behoorde hij tot de Tories en in juli 1794 werd hij minister van Binnenlandse Zaken. In deze functie probeerde hij het binnenlandse radicalisme in te perken en promootte hij de Act of Union van Groot-Brittannië en Ierland. Zijn gebrek aan enthousiasme voor de katholieke emancipatie en zijn geloof in een stabiele regering deden hem in 1801 als Lord President of the Council toetreden tot de regering van Henry Addington. Hij was ook lid van de tweede regering van Pitt de Jongere, eerst als Lord President of the Council (1804-1805) en dan als minister Zonder Portefeuille (1805-1806).
In 1806 overleed Pitt de Jongere. Portland trad niet toe tot de nieuwe regering onder leiding William Wyndham Grenville, de zogenaamde regering van alle talenten en ging samen met de vroegere aanhangers van Pitt in de oppositie. Nadat deze regering viel, vroeg koning George III aan Portland in maart 1807 om een nieuwe regering te vormen. Ondanks dat hij meer en meer last had van jicht en nierstenen, aanvaardde het om opnieuw een regering te leiden. De leiding van de regering was in feite in handen van Spencer Perceval, die Portland later zou opvolgen als premier.
Door de gezondheidsproblemen van Portland en militaire tegenslagen in de strijd tegen Napoleon in Spanje en Portugal kwam er meer en meer rivaliteit in de regering. Dit leidde zelfs tot een duel tussen de ministers George Canning en Lord Castlereagh en begin oktober 1809 nam Portland ontslag als premier ten voordele van Perceval. Eind oktober 1809 overleed Portland aan de gevolgen van een niersteenoperatie.
Hij was gehuwd met Dorothy Cavendish (1750-1794), de dochter van William Cavendish en Charlotte Elizabeth Boyle, met wie hij zes kinderen kreeg. Hij was een voorvader van koningin Elizabeth II.